# Lasioptera achyranthesae
Lasioptera achyranthesae är en tvåvingeart som beskrevs av Sharma 1988. Lasioptera achyranthesae ingår i släktet Lasioptera och familjen gallmyggor. Inga underarter finns listade i Catalogue of Life.